# Melanż (geologia)
Melanż – pojęcie to ma w geologii dwa znaczenia.
1. Melanż tektoniczny – utwór składający się z niewysortowanych okruchów, brył i większych fragmentów różnych skał (osadowych, magmowych i metamorficznych) o rozmiarach od centymetrów do kilometrów, rozrzuconych chaotycznie w masie ilastej, mułowcowo-ilastej, czasami tufowej.
2. Melanż osadowy – brekcja osadowa o charakterze fliszu dzikiego lub olistostromy